# Whitesail Range
Whitesail Range är ett berg i Kanada.   Det ligger i provinsen British Columbia, i den sydvästra delen av landet, 3 700 km väster om huvudstaden Ottawa. Toppen på Whitesail Range är 1 810 meter över havet.
Terrängen runt Whitesail Range är huvudsakligen kuperad, men åt nordväst är den bergig.Trakten runt Whitesail Range är nära nog obefolkad, med mindre än två invånare per kvadratkilometer.. Det finns inga samhällen i närheten.
I omgivningarna runt Whitesail Range växer i huvudsak barrskog.